# Grande Prêmio da Grã-Bretanha de 1965
Resultados do Grande Prêmio da Grã-Bretanha de Fórmula 1 realizado em Silverstone em 10 de julho de 1965. Quinta etapa da temporada, foi vencido pelo britânico Jim Clark, da Lotus-Climax.

## Resumo
Cinco dos seis pilotos que ascenderam à zona de pontuação nesta corrida são britânicos.

## Classificação da prova
| Pos. | Nº | Piloto          | Construtor     | Voltas | Tempo/Diferença         | Grid | Pontos |
| ---- | -- | --------------- | -------------- | ------ | ----------------------- | ---- | ------ |
| 1    | 5  | Jim Clark       | Lotus-Climax   | 80     | 2:05:25.4               | 1    | 9      |
| 2    | 3  | Graham Hill     | BRM            | 80     | + 3.2                   | 2    | 6      |
| 3    | 1  | John Surtees    | Ferrari        | 80     | + 27.6                  | 5    | 4      |
| 4    | 6  | Mike Spence     | Lotus-Climax   | 80     | + 39.6                  | 6    | 3      |
| 5    | 4  | Jackie Stewart  | BRM            | 80     | + 1:14.6                | 4    | 2      |
| 6    | 7  | Dan Gurney      | Brabham-Climax | 79     | + 1 volta               | 7    | 1      |
| 7    | 15 | Jo Bonnier      | Brabham-Climax | 79     | + 1 volta               | 14   |        |
| 8    | 17 | Frank Gardner   | Brabham-BRM    | 78     | + 2 voltas              | 13   |        |
| 9    | 16 | Jo Siffert      | Brabham-BRM    | 78     | + 2 voltas              | 18   |        |
| 10   | 9  | Bruce McLaren   | Cooper-Climax  | 77     | + 3 voltas              | 11   |        |
| 11   | 24 | Ian Raby        | Brabham-BRM    | 73     | + 7 voltas              | 20   |        |
| 12   | 12 | Masten Gregory  | BRM            | 70     | + 10 voltas             | 19   |        |
| 13   | 22 | Richard Attwood | Lotus-BRM      | 63     | + 17 voltas             | 16   |        |
| 14   | 10 | Jochen Rindt    | Cooper-Climax  | 62     | Motor                   | 12   |        |
| Ret  | 23 | Innes Ireland   | Lotus-BRM      | 41     | Motor                   | 15   |        |
| Ret  | 20 | John Rhodes     | Cooper-Climax  | 38     | Ignição                 | 21   |        |
| Ret  | 18 | Bob Anderson    | Brabham-Climax | 33     | Câmbio                  | 17   |        |
| Ret  | 14 | Denny Hulme     | Brabham-Climax | 29     | Alternador              | 10   |        |
| Ret  | 11 | Richie Ginther  | Honda          | 26     | Injeção                 | 3    |        |
| Ret  | 2  | Lorenzo Bandini | Ferrari        | 2      | Motor                   | 9    |        |
| DNS  | 7  | Jack Brabham    | Brabham-Climax | 0      | Carro entregue a Gurney | 8    |        |
| DNS  | 24 | Chris Amon      | Brabham-BRM    |        | Carro entregue a Raby   |      |        |
| DNS  | 25 | Alan Rollinson  | Cooper-Ford    |        | Não largou              |      |        |
| DNQ  | 26 | Brian Gubby     | Lotus-Climax   |        |                         |      |        |

## Tabela do campeonato após a corrida
|  | Pos. | Piloto         | Pontos |
|  | ---- | -------------- | ------ |
|  | 1    | Jim Clark      | 36     |
|  | 2    | Graham Hill    | 23     |
|  | 3    | Jackie Stewart | 19     |
|  | 4    | John Surtees   | 17     |
|  | 5    | Bruce McLaren  | 8      |

|  | Pos. | Construtor     | Pontos |
|  | ---- | -------------- | ------ |
|  | 1    | Lotus-Climax   | 36     |
|  | 2    | BRM            | 31     |
|  | 3    | Ferrari        | 20     |
|  | 4    | Cooper-Climax  | 8      |
|  | 5    | Brabham-Climax | 7      |

- Nota: Somente as primeiras cinco posições estão listadas. Apenas os seis melhores resultados de cada piloto ou equipe eram computados visando o título. Neste ponto esclarecemos: na tabela dos construtores figurava somente o melhor colocado dentre os carros de um time.